# NGC 149
NGC 149 è una galassia lenticolare situata nella costellazione di Andromeda.

## Scoperta
NGC 149 è stata scoperta il 4 ottobre 1883 dall'astronomo francese Édouard Stephan.